# ドン・リックルズ
ドン・リックルズ（Don Rickles, 1926年5月8日 - 2017年4月6日）は、アメリカ合衆国のコメディアン、俳優。

## 来歴
1926年にニューヨーク市クイーンズ区に生まれる。ユダヤ系の家系で、父親はロシア生まれの保険屋だった。
高校卒業後はアメリカ軍へ従軍し、第二次世界大戦へも出兵。兵役を終えた後は、アメリカン・アカデミー・オブ・ドラマティック・アーツで演劇を学び、テレビの端役などで出演するようになる。しかし、役者としての芽がなかなか出なかったため、スタンダップコメディアンとして活動を始めると、皮肉とユーモアを利かせた芸風で徐々にその才能を発揮し始め人気を博した。
とあるナイトクラブにおいて、フランク・シナトラと出会ったことでリックルズの評判も広がり、1958年にクラーク・ゲーブル、バート・ランカスター出演の『深く静かに潜航せよ』で映画デビュー。そのうちテレビのシットコムへも出演するようになって、着々とキャリアを築き上げた。トークショーなどにも度々ゲスト出演し、観客を笑わせて、人気コメディアンとしての地位を確立させる。
1990年代以降ではトム・ハンクス、ティム・アレンが声の出演をしたピクサー製作のアニメーション『トイ・ストーリー』シリーズにおける、ジャガイモに手と足が生えたおもちゃ「Mr.ポテトヘッド」の声でも知られている。

## 出演作品
- 深く静かに潜航せよ Run Silent, Run Deep (1958)
- The Rabbit Trap (1959)
- The Rat Race (1960)
- X線の眼を持つ男 The X (1963)
- ムキムキ・ビーチ Muscle Beach Party (1964)
- ビキニ・ビーチ Bikini Beach (1964)
- パジャマ・パーティー Pajama Party (1964)
- ビーチ・ブランケット・ビンゴ Beach Blanket Bingo (1965)
- ラスベガスの夜 Where It's At (1969)
- 戦略大作戦 Kelly's Heroes (1970)
- 刑事ゲーブル/ マフィアの標的 Keaton's Cop (1988)
- イノセント・ブラッド Innocent Blood (1992)
- カジノ Casino (1995)
- ダーティ・ワーク Dirty Work (1998)
- クリント・イーストウッド/ 天性の直感 Clint Eastwood: Gut Instinct (2003)
- ウール・キャップ/ あなたの笑顔 The Wool Cap (2004)

## 声の出演
- トイ・ストーリー Toy Story (1995)
- 魔法の剣 キャメロット Quest for Camelot (1998)
- トイ・ストーリー2 Toy Story 2 (1999)
- トイ・ストーリー3 Toy Story 3 (2010)
- トイ・ストーリー4 Toy Story 4 (2019)、アーカイブオーディオ

## テレビドラマ
- ミステリー・ゾーン Twilight Zone (1961)
- アダムズのお化け一家 The Addams Family (1964)
- おじいちゃんはドラキュラ The Munsters (1965)
- じゃじゃ馬億万長者 The Beverly Hillbillies (1965)
- ミスター・ウエストの奇妙な冒険 The Wild Wild West (1966)
- ギリガン君SOS Gilligan's Island (1966)
- ルーシー・ショー The Lucy Show (1967)
- かわいい魔女ジニー I Dream of Jeannie (1967)
- アイ・スパイ I Spy (1967)
- それ行けスマート Get Smart (1968-1969)
- ハリウッド・ナイトメア Tales from the Crypt (1990)
- マペット放送局 Muppets Tonight (1997)
- TVキャスター マーフィー・ブラウン Murphy Brown (1998)
- ザ・ユニット 米軍極秘部隊 The Unit (2007)